# Донт, Якоб
Якоб Донт (нем. Jakob Dont; 2 марта 1815, Вена — 17 ноября 1888, там же) — австрийский скрипач, композитор и музыкальный педагог. Сын Валентина Донта.

## Биография
Учился в Венской консерватории у Йозефа Бёма и Георга Хельмесбергера. С 1853 г. преподавал в Венском учительском институте, с 1871 г. в Венской консерватории. Наиболее существенное в композиторском наследии Донта — сочинения педагогического назначения: так, Двадцать четыре этюда и каприса Донта «Gradus ad Parnassum» (Op. 35) до сих пор не утратили своего значения. Среди учеников Донта был, в частности, Леопольд Ауэр.
Именем Донта в 1938 г. назван переулок (нем. Dontgasse) в Вене.